# Матеріаломісткість продукції
Матеріаломі́сткість проду́кції — частка витрат матеріальних ресурсів (основних і допоміжних матеріалів, палива, енергії) на виготовлення одиниці продукції у загальних витратах.

## Загальний опис
Виражається в натуральних одиницях витрат сировини, матеріалів, палива та енергії, необхідних для виготовлення одиниці продукції, або у відсотках до вартості використовуваних матеріальних ресурсів в структурі собівартості продукції.
Показники матеріаломісткості можуть використовуватися як для аналізу економічної діяльності конкретного підприємства, так і для оцінки ефективності окремих видів економічної діяльності та національної економіки в цілому. Окремими випадками матеріаломісткості є такі показники, як енергомісткість, електромісткість, металомісткість тощо.
Матеріаломісткість безпосередньо пов'язана з конкурентоспроможністю виробництва, оскільки вона впливає на загальну величину його витрат. У зв'язку з цим зниження матеріаломісткості вважається одним з ключових способів підвищення ефективності виробництва. Крім того, показники матеріаломісткості дозволяють оцінювати якісні характеристики економічного зростання, проводити міждержавні зіставлення ефективності використання первинних ресурсів, виявляти сильні і слабкі сторони національної економіки.

## Металомісткість
Витрата металів, необхідна для створення одиниці певної продукції (роботи, послуги) у натуральному, умовному чи вартісному виразі; розрізняють витрати металу на одиницю продукції (роботи, послуги) або на одиницю основного технічного параметра виробу (на одиницю потужності, продуктивності тощо); основними шляхами зниження металомісткості є застосування найекономічніших сортів металу та встановлення оптимальних запасів міцності в процесі конструювання виробів.